# 奴尔乡
奴尔乡，是中华人民共和国新疆维吾尔自治区和田地區策勒县下辖的一个乡镇级行政单位。

## 行政区划
奴尔乡下辖以下地区：
其曼巴格村、库木巴格村、亚巴格村、阿克塔什村、托万阿其玛村、亚勒古孜巴格村、阿其玛村、阿热库木村、都木村、热再克村、恰塔什村、巴格贝希村、琼库勒村、喀什也尔村、虽力兰干村、布藏村、亚其村和萨尔龙村。